# Цзіньчжоу
Цзіньчжоу (кит.: 锦州) — міський округ в провінції Ляонін КНР.

## Географія

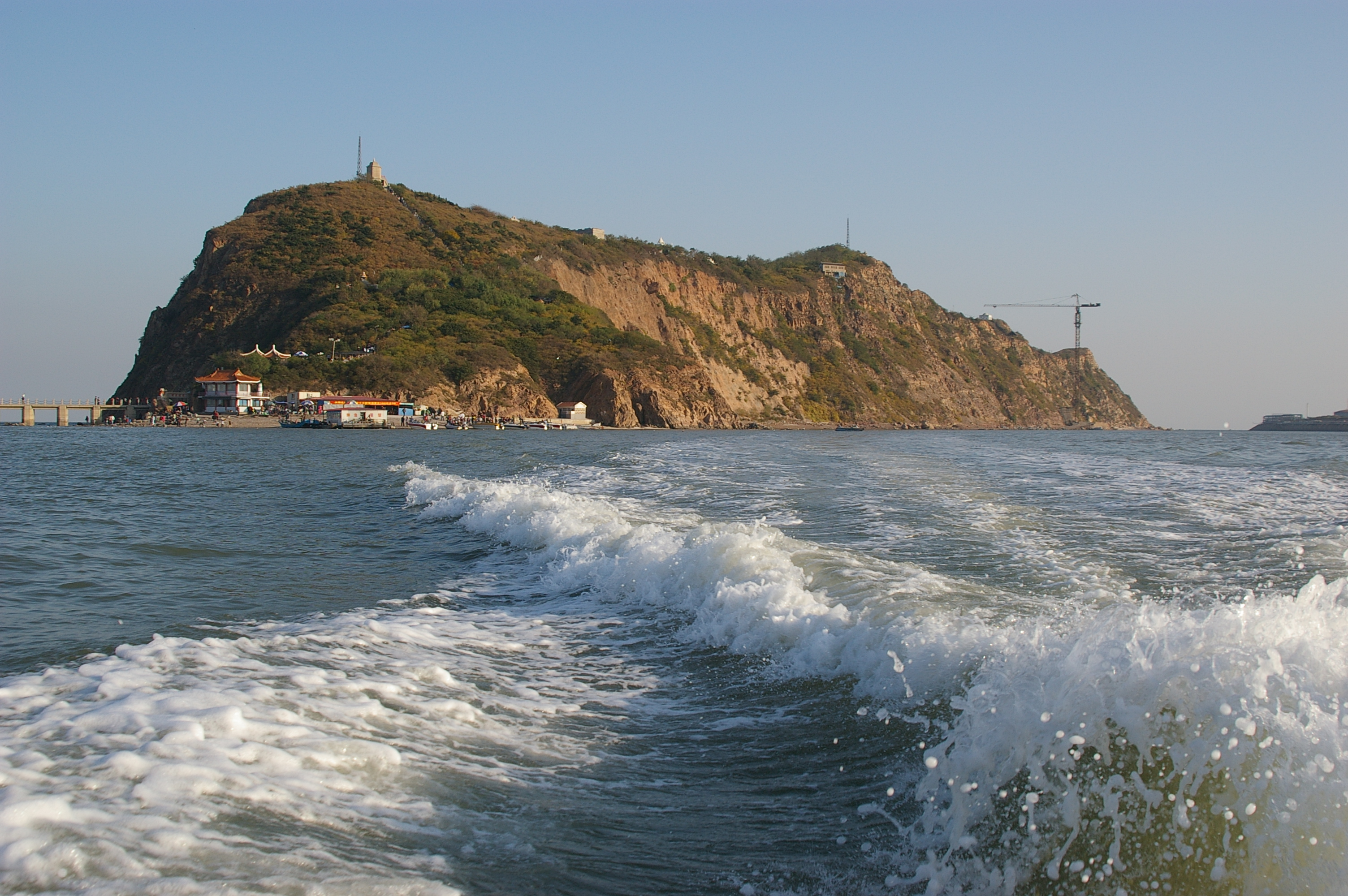
Біцзяшань під час високої води припливу

Розташований на північному краї Ляодунської затоки (яка сама є північною частиною Бохайської затоки). Головна міська зона (тобто, неформально, власне місто Цзінь-Чжоу) розташована за 30 км від морського берега.
В околицях Цзіньчжоу в Ляодунській затоці недалеко від берега розташовується острів Біцзяшань («Гора — підставка для пензля») що з'єднується з материком під час відпливів перешийком. На острові розташовується буддійський монастир.

### Клімат
Місто знаходиться у зоні, котра характеризується вологим континентальним кліматом зі спекотним літом. Найтепліший місяць — липень із середньою температурою 24.4 °C (76 °F). Найхолодніший місяць — січень, із середньою температурою -7.8 °С (18 °F).
| Клімат Цзіньчжоу        | Клімат Цзіньчжоу | Клімат Цзіньчжоу | Клімат Цзіньчжоу | Клімат Цзіньчжоу | Клімат Цзіньчжоу | Клімат Цзіньчжоу | Клімат Цзіньчжоу | Клімат Цзіньчжоу | Клімат Цзіньчжоу | Клімат Цзіньчжоу | Клімат Цзіньчжоу | Клімат Цзіньчжоу | Клімат Цзіньчжоу |
| Показник                | Січ.             | Лют.             | Бер.             | Квіт.            | Трав.            | Черв.            | Лип.             | Серп.            | Вер.             | Жовт.            | Лист.            | Груд.            | Рік              |
| Абсолютний максимум, °C | 8                | 14               | 21               | 30               | 36               | 37               | 35               | 35               | 33               | 28               | 21               | 12               | 37               |
| Середній максимум, °C   | −3               | 0                | 7                | 15               | 21               | 25               | 27               | 27               | 23               | 16               | 6                | 0                | 13               |
| Середня температура, °C | −7               | −4               | 2                | 10               | 17               | 21               | 24               | 23               | 18               | 11               | 2                | −5               | 9                |
| Середній мінімум, °C    | −12              | −9               | −2               | 5                | 12               | 17               | 20               | 20               | 13               | 6                | −2               | −9               | 5                |
| Абсолютний мінімум, °C  | −22              | −20              | −12              | −3               | 2                | 9                | 11               | 12               | 2                | −7               | −17              | −22              | −22              |
| Норма опадів, мм        | 0                | 0                | 0                | 20               | 40               | 70               | 170              | 140              | 60               | 30               | 10               | 0                | 570              |
| ----------------------- | ---------------- | ---------------- | ---------------- | ---------------- | ---------------- | ---------------- | ---------------- | ---------------- | ---------------- | ---------------- | ---------------- | ---------------- | ---------------- |
| Джерело: Weatherbase    |                  |                  |                  |                  |                  |                  |                  |                  |                  |                  |                  |                  |                  |

## Історія
Люди селилися в цих місцях з давніх часів. Вже за часів Воюючих царств тут було місто Тухе царства Янь. Назва «Цзінь-Чжоу» закріпилася у вжитку з часів династії Ляо. В період Китайської республіки Цзінь-Чжоу підпорядковувався провінції Ляонін. Після утворення КНР була створена провінція Ляосі, і Цзінь-Чжоу став її столицею. 1954 року провінції Ляосі і Ляодун були об'єднані в провінцію Ляонін, і Цзіньчжоу знову став повітом провінції Ляонін.

## Адміністративний поділ
Префектура поділяється на 3 райони, 2 міста та 2 повіти:
| Карта                                                  | Карта    | Карта    | Карта            |
| ------------------------------------------------------ | -------- | -------- | ---------------- |
| Хейшань Ї Бейчжень Лінхай ① ② ③ ① Тайхе ② Гута ③ Лінхе |          |          |                  |
| Статус                                                 | Назва    | Оригінал | Населення (2020) |
| Район                                                  | Гута     | 古塔区   | 252 209          |
| Район                                                  | Лінхе    | 凌河区   | 402 038          |
| Район                                                  | Тайхе    | 太和区   | 457 602          |
| Місто                                                  | Бейчжень | 北镇市   | 422 289          |
| Місто                                                  | Лінхай   | 凌海市   | 412 513          |
| Повіт                                                  | Ї        | 义县     | 305 996          |
| Повіт                                                  | Хейшань  | 黑山县   | 451 206          |